# Sameera Moussa
Sameera Moussa (tiếng Ả Rập Ai Cập: سميرة موسى) (3 tháng 3 năm - 5 tháng 8 năm 1952) là một nhà vật lý hạt nhân có bằng tiến sĩ chuyên ngành bức xạ nguyên tử và làm việc để thúc đẩy việc khiến ứng dụng y học về công nghệ hạt nhân rẻ hơn. Bà tổ chức Hội nghị Năng lượng nguyên tử vì Hòa bình và tài trợ cho lời kêu gọi tổ chức một hội nghị quốc tế dưới khẩu hiệu "Nguyên tử vì Hòa bình".

## Những năm đầu và học vấn
Moussa sinh ra tại Ai Cập tại Gharbia Governorate vào năm 1917. Mẹ của bà qua đời vì căn bệnh ung thư, cha của bà là một nhà hoạt động chính trị nổi tiếng, sau đó đã chuyển tới sống tại Cairo cùng con gái của mình và đầu tư tiền vào một khách sạn nhỏ ở vùng El-Hussein. Theo nguyện vọng của cha mình Moussa đã theo học trường tiểu học Kaser El-Shok, một trong những ngôi trường lâu đời nhất tại Cairo. Sau khi bà hoàn thành chương trình tiểu học, bà theo học trường Banat El-Ashraf, ngôi trường được xây dựng và quản lý bởi cha của bà.
Dù đạt được điểm cao trong những năm cấp hai và có thể vào học ngành kĩ sư nhưng Moussa khăng khăng đòi theo học ngành Khoa học tại Đại học Cairo. Năm 1939, Moussa có được bằng Cử nhân khoa học chuyên ngành phóng xạ học sau khi nghiên cứu ảnh hưởng của phóng xạ X quang trên những vật liệu khác nhau. Ts. Moustafa Mousharafa, chủ nhiệm đầu tiên của khoa, có đủ lòng tin vào học sinh của mình để giúp bà trở thành một giảng viên có tiếng của khoa. Sau đó, bà trở thành giáo sư trợ lý cũng chính tại khoa đó và là người phụ nữ đầu tiên giữ một vị trí công tác trong trường đại học, trở thành người đầu tiên có được bằng Tiến sĩ trong ngành phóng xạ nguyên tử.